# Saison 2009-2010 du Racing Club de Strasbourg
Maillots
Chronologie
Saison précédente Saison suivante
La saison 2009-2010 du Racing Club de Strasbourg, club de football français, voit le club s'engager dans les trois compétitions que sont la Ligue 2, la coupe de France et la Coupe de la Ligue. Dès le début de saison, le club est collé dans les bas-fonds du classement et doit faire face à une crise en coulisses, plusieurs présidents se succèdent à la direction du club. En décembre, l'entraîneur Pascal Janin est limogé avant d'être finalement réintégré dans ses fonctions. Côté sportif, la situation s'améliore avec une série de 7 matchs sans défaite ce qui permet au club alsacien de sortir provisoirement de la zone rouge. Cependant, le Racing luttera pendant une grande partie de la saison contre la relégation. À l'issue de la 38e et dernière journée, les strasbourgeois sont battus à Châteauroux (2-1) et voit donc leur avenir s'écrire à l'échelon inférieur.

## Historique de la saison
La saison 2009-2010 du club est très chaotique et marquée par plusieurs changements de présidents et d'entraîneurs. Les performances sportives sont médiocres et l'équipe, relégable une bonne partie de la saison, descend en championnat National, soit en troisième division, et échappe de peu à une relégation administrative en quatrième division en championnat de France amateur (CFA) pour raisons financières.

## Préparation de la saison

### Matchs amicaux
| Date            | Adversaire  | Division     | Score |
| --------------- | ----------- | ------------ | ----- |
| 8 juillet 2009  | US Créteil  | National     | 3 - 3 |
| 11 juillet 2009 | Evian TG    | National     | 2 - 1 |
| 15 juillet 2009 | SR Colmar   | CFA          | 2 - 1 |
| 18 juillet 2009 | Besançon RC | CFA          | 2 - 0 |
| 22 juillet 2009 | FC Sochaux  | Ligue 1      | 0 - 1 |
| 25 juillet 2009 | Kalsruhe SC | Bundesliga 2 | 1 - 1 |

## Effectif et encadrement technique

### Encadrement technique
L'entraîneur de l'équipe professionnelle est Gilbert Gress en juillet et août, puis Pascal Janin pour le reste de la saison. Les gardiens de but sont entraînés spécifiquement par Alexander Vencel, lui-même ancien gardien du Racing de 1994 à 2000. La préparation physique des joueurs est du ressort de Jean-Claude Thiry,.

### Effectif
L'effectif professionnel de la saison 2009-2010 comprend 30 joueurs,, dont 12 sortis du centre de formation du RC Strasbourg. Six joueurs sont internationaux et sept autres comptent des matchs joués en sélection espoirs ou dans une catégorie d'âge inférieure.
Effectif de la saison 2009-2010
| Numéro | Poste             | Nom                 | Naissance         | Nationalité sportive | Sélection      | Club précédent                      |
| ------ | ----------------- | ------------------- | ----------------- | -------------------- | -------------- | ----------------------------------- |
| 1      | Gardien de but    | Régis Gurtner       | 8 décembre 1986   | France               | -              | FCSR Haguenau (formé au club)       |
| 16     | Gardien de but    | Stéphane Cassard    | 11 novembre 1972  | France               | -              | ES Troyes AC                        |
| 30     | Gardien de but    | Kevin Sommer        | 11 août 1989      | France               | -              | CS Louhans-Cuiseaux (formé au club) |
| 3      | Latéral gauche    | Jean-Alain Fanchone | 2 septembre 1988  | France               | France espoirs | FC Mulhouse                         |
| 6      | Défenseur central | Steven Pelé         | 28 août 1981      | France               | -              | EA Guingamp                         |
| 15     | Défenseur central | Milovan Sikimić     | 25 octobre 1980   | Serbie               | -              | FK Partizan Belgrade                |
| 17     | Défenseur central | Jérémy Abadie       | 17 octobre 1988   | France               | -              | (formé au club)                     |
| 18     | Latéral droit     | Stéphane Pichot     | 2 septembre 1976  | France               | -              | FC Sochaux-Montbéliard              |
| 23     | Défenseur central | Arnaud Maire        | 6 mars 1979       | France               | -              | SC Bastia                           |
| 4      | Milieu défensif   | Rodrigo             | 6 octobre 1980    | Brésil               | -              | Júbilo Iwata                        |
| 5      | Milieu défensif   | Albert Baning       | 19 mars 1985      | Cameroun             | Cameroun       | Paris SG                            |
| 12     | Milieu défensif   | Mamadou Bah         | 25 avril 1988     | Guinée               | Guinée         | (formé au club)                     |
| 14     | Milieu offensif   | Romain Gasmi        | 15 février 1987   | France               | -              | Southampton (formé au club)         |
| 19     | Milieu défensif   | Guillaume Lacour    | 2 août 1980       | France               | -              | Olympique lyonnais (réserve)        |
| 20     | Milieu offensif   | Yacine Bezzaz       | 10 juillet 1981   | Algérie              | Algérie        | Valenciennes FC                     |
| 22     | Milieu offensif   | Romain Dedola       | 2 janvier 1989    | France               | France -19     | Olympique lyonnais (réserve)        |
| 26     | Milieu offensif   | Loïc Damour         | 8 janvier 1991    | France               | France -17     | INF Clairefontaine (formé au club)  |
| 27     | Milieu défensif   | Quentin Othon       | 27 mars 1988      | France               | France espoirs | (formé au club)                     |
| 28     | Milieu offensif   | Emil Gargorov       | 15 février 1981   | Bulgarie             | Bulgarie       | FK CSKA Sofia                       |
| 7      | Attaquant         | Victor Correia      | 12 janvier 1985   | Guinée               | Guinée         | AS Cherbourg                        |
| 8      | Attaquant         | Magaye Gueye        | 6 juillet 1990    | France               | France espoirs | (formé au club)                     |
| 9      | Attaquant         | Nicolas Fauvergue   | 13 octobre 1984   | France               | -              | Lille OSC                           |
| 10     | Attaquant         | Boubacar Kébé       | 10 mai 1987       | Burkina Faso         | Burkina Faso   | Nîmes Olympique                     |
| 11     | Attaquant         | Marcos dos Santos   | 29 août 1979      | Brésil               | -              | BSC Young Boys                      |
| 13     | Attaquant         | Farez Brahmia       | 24 janvier 1990   | Algérie, France      | -              | (formé au club)                     |
| 21     | Attaquant         | Simon Zenke         | 24 décembre 1988  | Nigeria              | Nigeria -20    | (formé au club)                     |
| 24     | Attaquant         | Basile De Carvalho  | 31 octobre 1981   | Sénégal              | -              | Stade brestois                      |
| 25     | Attaquant         | David Ledy          | 22 septembre 1987 | France               | -              | FC Mulhouse (formé au club)         |
| 29     | Attaquant         | Seïd Khiter         | 19 janvier 1985   | Algérie, France      | -              | Valenciennes FC                     |

### Trophée du joueur du mois
Le trophée du joueur du mois est décerné en fonction d'un vote des internautes du site officiel du club. L'attaquant Nicolas Fauvergue remporte le trophée à trois reprises. Le milieu de terrain Farez Brahmia remporte le trophée du mois de mars 2010 alors qu'il n'a qu'un contrat amateur avec le club, il ne passe en effet professionnel qu'en avril 2010.
- Septembre 2009 : Yacine Bezzaz[8]
- Octobre 2009 : Habib Bellaïd[8]
- Novembre 2009 : Nicolas Fauvergue[9]
- Décembre 2009 : Nicolas Fauvergue (2)[10]
- Janvier 2010 : Guillaume Lacour[11]
- Février 2010 : Nicolas Fauvergue (3)[12]
- Mars 2010 : Farez Brahmia[13]
- Avril 2010 : Farez Brahmia (2)[14]

### Buteurs
| Position | Nom                 | Buts en Ligue 2 | Buts en CDF | Buts en CDL | Total buts |
| -------- | ------------------- | --------------- | ----------- | ----------- | ---------- |
| 1        | Nicolas Fauvergue   | 13              | 2           | -           | 15         |
| 2        | Magaye Gueye        | 9               | 1           | 1           | 11         |
| 3        | Emil Gargorov       | 2               | 2           | -           | 4          |
| 4        | David Ledy          | 3               | -           | -           | 3          |
| 5        | Mamadou Bah         | 2               | -           | -           | 2          |
| -        | Guillaume Lacour    | 2               | -           | -           | 2          |
| -        | Milovan Sikimic     | 2               | -           | -           | 2          |
| -        | Yacine Bezzaz       | 1               | 1           | -           | 2          |
| 9        | Farez Brahmia       | 1               | -           | -           | 1          |
| -        | Arnaud Maire        | 1               | -           | -           | 1          |
| -        | Steven Pelé         | 1               | -           | -           | 1          |
| -        | Rodrigo             | 1               | -           | -           | 1          |
| -        | Simon Zenke         | 1               | -           | -           | 1          |
| -        | Basile De Carvalho  | 1               | -           | -           | 1          |
| -        | Jean-Alain Fanchone | 1               | -           | -           | 1          |
| -        | Billy Ketkeo        | -               | 1           | -           | 1          |

- 1 C.S.C. : Miodrag Stošić (Nîmes)

## Compétitions disputées

### Championnat de Ligue 2
Le dernier match de la saison est LB Châteauroux - RC Strasbourg du 14 mai 2010. Les hommes de Janin ne sont pas parvenus à sauver leur place en Ligue 2 face à l'équipe berrichone menée par Jean-Pierre Papin, celui-là même qui avait jadis fait monter les Strasbourgeois en Ligue 1. La défaite se joue durant la première mi-temps: le Racing perd 2 buts à 1.
Classement
| Rang | Équipe      | Pts | J  | G  | N  | P  | Bp | Bc | Diff |
| ---- | ----------- | --- | -- | -- | -- | -- | -- | -- | ---- |
| 16   | Châteauroux | 44  | 38 | 10 | 14 | 14 | 50 | 54 | -4   |
| 17   | Istres      | 44  | 38 | 11 | 11 | 16 | 34 | 52 | -18  |
| 18   | Guingamp    | 43  | 38 | 9  | 16 | 13 | 35 | 40 | -5   |
| 19   | Strasbourg  | 42  | 38 | 9  | 15 | 14 | 42 | 49 | -7   |
| 20   | Bastia      | 39  | 38 | 10 | 9  | 19 | 40 | 48 | -8   |

| - Relégation en National 2010-2011 |

### Coupe de France
| Tour          | Date             | Adversaire         | Division | Lieu | Score | Buteurs du RCS                        |
| ------------- | ---------------- | ------------------ | -------- | ---- | ----- | ------------------------------------- |
| 7e            | 21 novembre 2009 | Biesheim           | DH       | ext. | 1-3   | Ketkeo 27e, Gargorov 36e, 50e         |
| 8e            | 13 décembre 2009 | Thionville         | CFA 2    | dom. | 3-0   | Bezzaz 46e, Fauvergue 57e, Gueye 86e. |
| 32e de finale | 9 janvier 2010   | Olympique lyonnais | Ligue 1  | dom. | 1-3   | Fauvergue 37e                         |

### Coupe de la Ligue
| Tour | Date          | Adversaire | Division | Lieu | Score | Buteurs du RCS |
| ---- | ------------- | ---------- | -------- | ---- | ----- | -------------- |
| 1er  | 1er août 2009 | Istres     | Ligue 2  | ext. | 6-1   | Gueye 18e      |

## Aspects socio-économiques

### Résultats financiers
Sur la saison 2009-2010, le RC Strasbourg est en déficit de 1,23 million d'euros.
Le club a 20,272 millions d'euros de charges et 12,514 millions d'euros de recettes, ce qui conduit tout d'abord à un solde négatif de 7,959 millions d'euros. En outre, les transferts de joueur rapportent au club 2,145 millions d'euros. Le résultat financier sur cette période est lui négatif de 304 000 euros. Le déficit de 1,23 million d'euros est obtenu après prise en compte de l'abandon de compte courant de deux actionnaires à hauteur de 4,9 millions d'euros : 3,4 pour l'ancien président Philippe Ginestet et 1,5 pour le nouvel actionnaire Alain Fontenla.

### Couverture médiatique
Dans la presse écrite, la majorité des éditions de L'Alsace, des Dernières Nouvelles d'Alsace (DNA) et de l'édition strasbourgeoise du 20 Minutes comportent un article concernant la vie du Racing. Le club fait la une des DNA le samedi 15 mai 2010 après l'officialisation de la relégation avec le titre « Battu 2-1 à Châteauroux : Le Racing passe à la trappe ».